# 里亞舒迪聖安娜 (北里約格朗德州)
里亞舒迪聖安娜（葡萄牙語：Riacho de Santana）是巴西的城鎮，位於該國東北部，由北里約格朗德州負責管轄，始建於1962年5月10日，面積128平方公里，海拔高度273米，2013年人口4,280，人口密度每平方公里33.41人。